# Cal Catí (Olius)
Cal Catí és una masia situada al municipi d'Olius, a la comarca catalana del Solsonès.